# Þjóðólfr van Hvinir
Þjóðólfr van Hvinir (Thjodolf) was een Noors skald die rond het jaar 900 actief was. Hij wordt over het algemeen beschouwd als de auteur van de Ynglingatal, een Vikingsaga over het geslacht Ynglinge, het eerste Scandinavische koningshuis, van het begin van de jaartelling tot de 9e eeuw n. Chr.
Ook een ander skaldisch dichtwerk, Haustlöng, wordt aan hem toegeschreven.